# 東都大学
東都大学（とうとだいがく、英語: Tohto University）は、日本の私立大学。埼玉県深谷市に本部を置き、学校法人青淵学園（せいえんがくえん）が運営する。
架空の「東都大学」が著作物などに見られるが、本学と関連はない。

## 概観

### 大学全体
深谷市の誘致に応じ、東京都の特定医療法人大坪会を母体とする学校法人青淵学園が東都医療大学を設置した。2009年4月に看護師、保健師、助産師を養成するヒューマンケア学部看護学科単独で開学した。
2018年に、幕張新都心で新設した幕張キャンパスに看護師や保健師を養成する幕張ヒューマンケア学部看護学科、深谷キャンパスに管理栄養士を養成する管理栄養学部管理栄養学科、それぞれを開設した。2019年に理学療法士を養成する理学療法学科を幕張ヒューマンケア学部に新設し、大学名を東都大学に変更した。
2021年に、沼津市で沼津キャンパスを新設して沼津ヒューマンケア学部看護学科、幕張ヒューマンケア学部に臨床工学技士を養成する臨床工学科、それぞれを開設した。2024年に幕張キャンパスで幕張ヒューマンケア学部健康科学科を開設した。

### 教育理念
生命を尊重し、人間の尊厳と基本的権利を理解するとともに、学問的基礎の上に専門的な実践能力をもち、地域の保健・医療・福祉の担い手としてリーダーシップを発揮し、学問の発展にも貢献できる医療人を育成する。「医は仁術、 その心は（忠）まごころと（恕）おもいやり」青淵学園 大坪修

### 名称
深谷の血洗島にあった渋沢栄一の生家の裏に、清水川の伏流水が湧く大きな淵があり、栄一はこれにちなんで「青淵」と号した。当地に新しく大学を設立するにあたり、 渋沢にあやかり学校法人名を「青淵学園」と称した。

## 沿革
- 2006年（平成18年）8月 - 埼玉県深谷市と大坪会との間で「東都医療大学」の設置について基本合意。市有地の無償貸与などの議案が深谷市議会で可決。
- 2007年（平成19年）12月3日 - 大学設置基準に満たないとして設置認可申請を取り下げ、2008年4月の開学を延期。
- 2008年（平成20年）
  - 4月 - 学校法人青淵学園及び東都医療大学設置認可申請。
  - 10月31日 - 東都医療大学設置認可。
- 2009年（平成21年）4月 - 埼玉県深谷市に東都医療大学（とうといりょうだいがく、英語: Tohto College of Health Sciences）として開学。ヒューマンケア学部看護学科を設置。
- 2015年（平成27年）11月 - 日本高等教育評価機構の認証評価受審。
- 2016年（平成28年）3月 - 「大学評価基準に適合」の認定を受ける。
- 2017年（平成29年）8月25日 - 管理栄養学部管理栄養学科の設置認可。
- 2018年（平成30年）4月 - 千葉県千葉市に幕張キャンパスを開設。以前よりあるキャンパスを深谷キャンパスとする。幕張キャンパスに幕張ヒューマンケア学部看護学科を、深谷キャンパスに管理栄養学部管理栄養学科を設置。開学10周年。
- 2019年（平成31年）4月1日 - 校名を東都大学（とうとだいがく、英語: Tohto University）に変更。幕張ヒューマンケア学部に理学療法学科を設置[1]。
- 2021年（令和3年）4月1日 - 幕張キャンパス幕張ヒューマンケア学部に臨床工学科を開設。静岡県沼津市に沼津キャンパスを開設し、沼津ヒューマンケア学部看護学科を設置。
- 2024年(令和6年)4月1日 - 幕張キャンパスに幕張ヒューマンケア学部健康科学科を開設。

## 基礎データ

### 所在地
キャンパス
- 深谷キャンパス
  - 1号館 - 埼玉県深谷市上柴町4-2-11
  - 2号館 - 埼玉県深谷市上柴町4-2-7
- 幕張キャンパス
  - 1号館 - 千葉県千葉市美浜区ひび野1-1
  - 2号館 - 千葉県千葉市美浜区中瀬1丁目3 幕張テクノガーデンE棟
- 沼津キャンパス - 静岡県沼津市日の出町1-1

サテライトキャンパス
- 東和病院看護研究センター（ホスピア東和棟2階）
- 蘇我教育センター
- 江東病院（新大島マンション1・2階）
- 東都文京病院産婦人科
- 東都春日部病院（看護教育研究室を設立予定）

### 学生数総括
大学学生数　1,353人（2021年5月1日現在）

### 教員数
常勤教員93名、非常勤教員149名、計242名（2020年5月1日現在）

### 校章
ハートで愛、慈愛、仁、恕（おもいやり）を示す。二つの輪は、赤と青は動脈と静脈、人のみでなく生きとし生きる動物の命で、ハートは愛を意味する。二つの輪は絆で、医療スタッフと患者、人と人との絆、輪すなわち和でもある。赤はまた血そのもので、生命でもあり、赤十字は国際的に有名である。青は学園名の青淵学園の青でもある。教育・研究・臨床が医療教育の三本柱で、病院も研究所も同様である。

### スクールカラー
ブルー

## 教育および研究

### 学部
- ヒューマンケア学部（深谷キャンパス）
  - 看護学科
- 管理栄養学部（深谷キャンパス）
  - 管理栄養学科
- 幕張ヒューマンケア学部（幕張キャンパス）
  - 看護学科
  - 理学療法学科
  - 臨床工学科
  - 健康科学科（2024年度開設）
- 沼津ヒューマンケア学部（沼津キャンパス）
  - 看護学科

### 附属機関
- 図書館
  - 東都大学附属図書館
  - 東都大学附属図書館幕張分館
  - 東都大学附属図書館沼津分館
- 附属病院
  - 特定医療法人社団 大坪会
    - 三軒茶屋第一病院
    - 三軒茶屋病院
    - 東和病院
    - 東都文京病院
    - ホスピア東和
    - 北多摩病院

  - 医療法人社団 全仁会
    - 上野病院
    - 宇都宮中央病院
    - ホスピア宇都宮
    - 高木病院
    - 埼玉筑波病院
    - 埼玉春日部病院

  - 医療法人社団 弘生会
    - 東都リハビリテーション病院

  - 医療法人社団 青葉会
    - 青葉病院
    - ホスピア玉川
    - 東都三軒茶屋クリニック

  - 一般財団法人健康医学協会
    - 東都クリニック
    - 霞が関ビル診療所
- 姉妹校
  - 学校法人藍香学園 深谷大里看護専門学校
- 幕張国際研修センター

### 研究
研究センター

### 教育
- 国家試験対策プログラム
- キャリアセンター
  - 就職活動の進め方や応募書類の作成指導等、外部講師とも連携を図りながら学内講座を実施したり、就職試験対策としての模擬面接を実施したりと、学生の積極的なキャリア支援をおこなっている。

## 取得出来る資格
- ヒューマンケア学部
  - 看護学科 - 看護師（卒業と同時に国家試験受験資格取得可能）、保健師（卒業と同時に国家試験受験資格取得可能：保健師課程定員25名）、助産師（卒業と同時に国家試験受験資格取得可能：助産師課程定員10名程度）、養護教諭二種免許（保健師資格取得後申請）、衛生管理者第一種免許（保健師資格取得後、または、所定の科目の単位を修得し、看護師資格取得後申請）、受胎調節実地指導員免許（助産師課程を修了し、かつ学内の受胎調節実地指導認定講習を修了後、認定審査に合格した者）
- 管理栄養学部
  - 管理栄養学科 - 栄養士（卒業と同時に資格取得可能）、管理栄養士（卒業と同時お]（卒業と同時に国家試験受験資格取得可能）
- 幕張ヒューマンケア学部
  - 看護学科 - 看護師（卒業と同時に国家試験受験資格取得可能）、保健師（卒業と同時に国家試験受験資格取得可能：保健師課程定員25名）、養護教諭二種免許（保健師資格取得後申請）、衛生管理者第一種免許（保健師資格取得後、または、所定の科目の単位を修得し、看護師資格取得後申請）
  - 理学療法学科 - 理学療法士（卒業と同時に国家試験受験資格取得可能）
  - 臨床工学科 - 臨床工学技士（卒業と同時に国家試験受験資格取得可能）、医療情報技師（在学中に取得）、第一種ME　第二種ME（在学中所得可能）
  - 健康科学科 - 社会福祉主事任用資格 (所定の科目の単位を修得)
- 沼津ヒューマンケア学部
  - 看護学科 - 看護師（卒業と同時に国家試験受験資格取得可能）、保健師（卒業と同時に国家試験受験資格取得可能：保健師課程定員25名）、養護教諭二種免許（保健師資格取得後申請）、衛生管理者第一種免許（保健師資格取得後、または、所定の科目の単位を修得し、看護師資格取得後申請）

## 学生生活

### 学園祭
学園祭は各キャンパスで催す。
- 深谷キャンパス：青淵祭
- 幕張キャンパス：東都祭
- 沼津キャンパス：沼津東都祭

### サークル活動
サークルは文化系、スポーツ系などがある。

### 学生寮
幕張ヒューマンケア学部学生寮 （幕張キャンパス内：定員100名、男女とも入寮可能）

## 施設

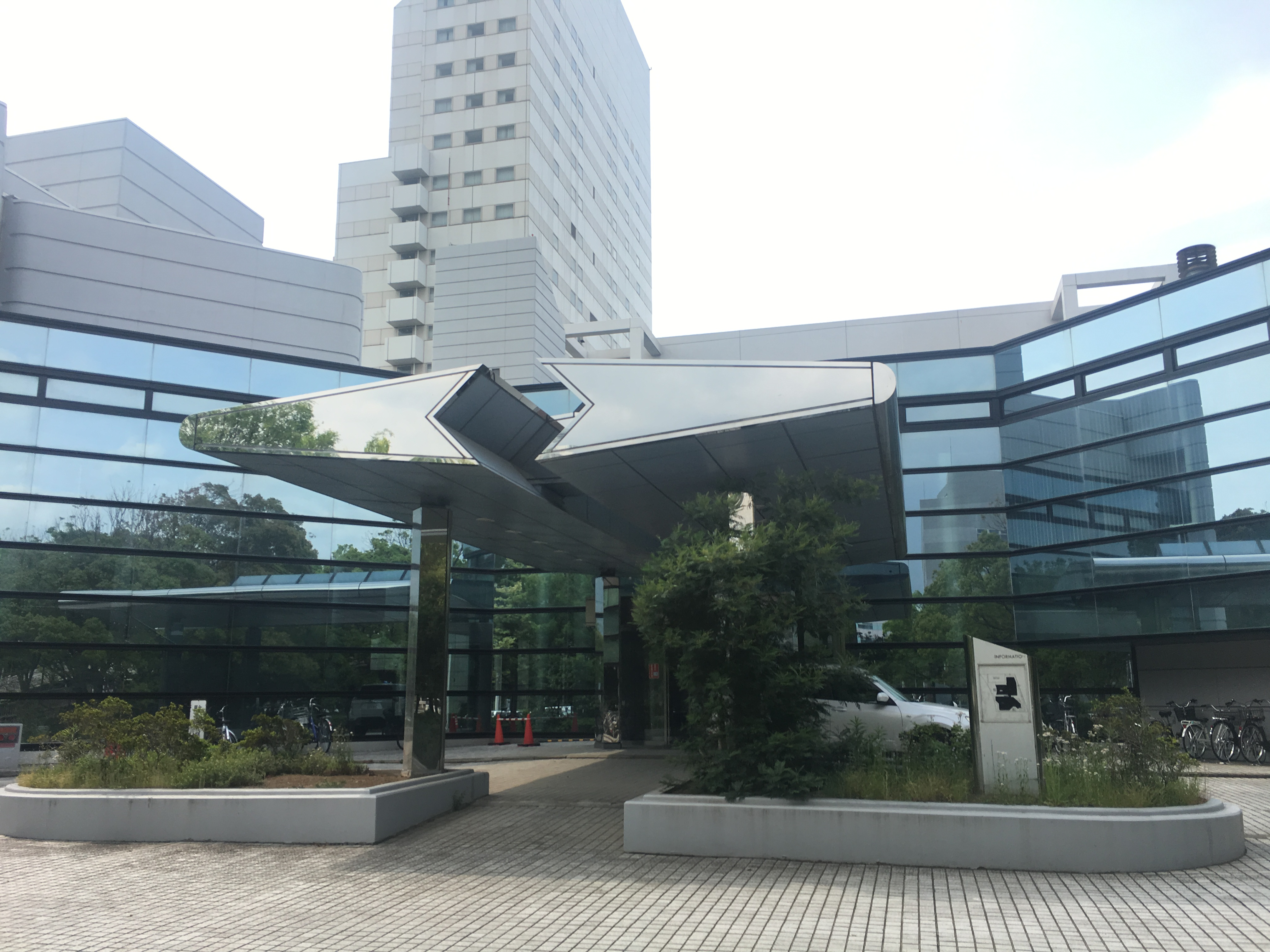
幕張キャンパス1号館 東館

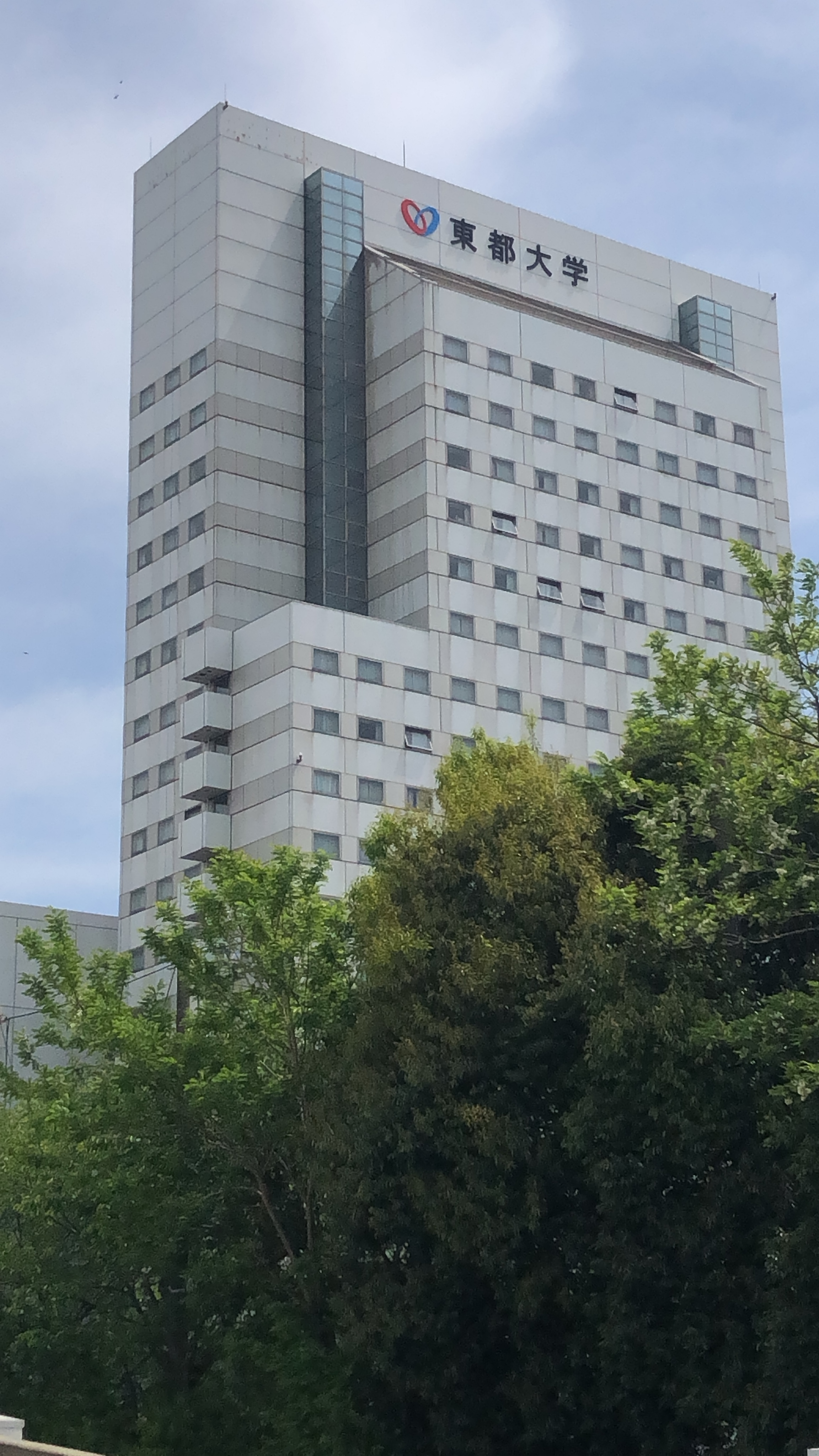
幕張キャンパス1号館 本館

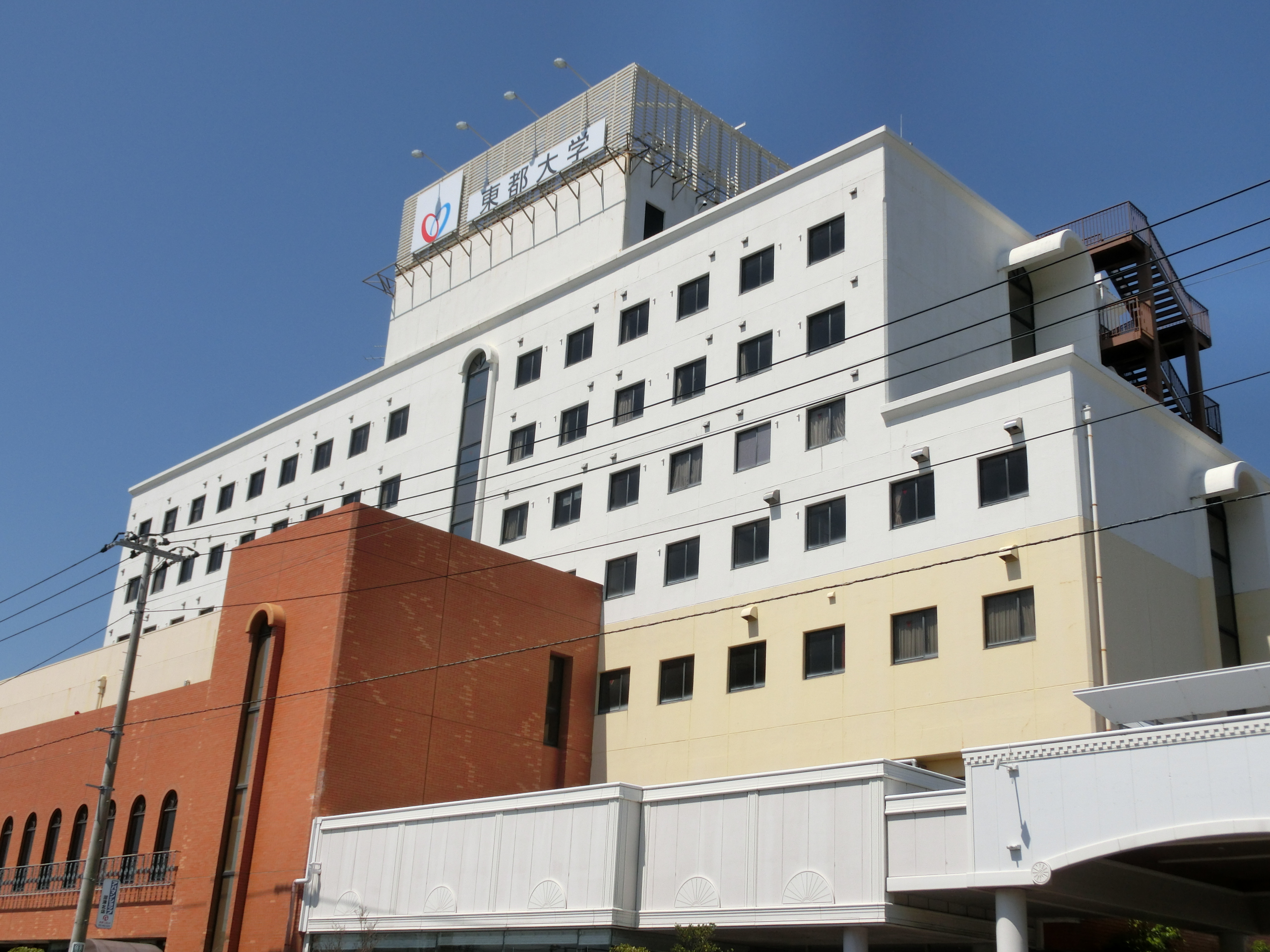
沼津キャンパス

東都大学には深谷を中心とした3つのキャンパスに散らばる。

### 深谷キャンパス
- ヒューマンケア学部（看護学科）・管理栄養学部（管理栄養学科）が使用。
- 学生食堂・体育館併設。
- 交通アクセス
  - 深谷駅（JR東日本高崎線）から徒歩約20分。
  - 深谷駅から無料共同シャトルバスで10分。
  - 籠原駅（JR東日本高崎線）、森林公園駅（東武東上本線）、武川駅（秩父鉄道秩父本線）からスクールバスが運行。

### 幕張キャンパス
- 幕張ヒューマンケア学部（看護学科・理学療法学科・臨床工学科・健康科学科）が使用。
- 体育館・グラウンド（テニスコート）・学生食堂売店（ヤマザキショップ）併設。
- シンポジウムホール - 一度に1000人収容可能なホールで入学式、学位記授与式、講演や演奏会などに使用する。
- 交通アクセス
  - 海浜幕張駅（JR東日本京葉線）下車、徒歩約9分。
  - 幕張駅（JR東日本中央・総武緩行線）、京成幕張駅（京成千葉線）下車、徒歩約18分。
  - 京成バス・千葉シーサイドバス「テクノガーデン」バス停下車すぐ。
- 幕張キャンパス学生寮
- 幕張ヒューマンケア学部学生寮[2]（幕張キャンパス内：定員100名、男女とも入寮可能）

### 沼津キャンパス
- 沼津ヒューマンケア学部（看護学科）が使用。
- 学生食堂併設。
- 沼津駅（JR東海東海道本線・御殿場線）から徒歩13分。